# Kobra
A kobra a mérgessiklófélék (Elapidae) egyes fajainak (különösen a Naja nemzetségbe tartozóknak) az  összefoglaló neve. A kobra kifejezés a portugál cobra szóból való, amely a latin colubra kifejezésből alakult ki. Ennek jelentése nőstény kígyó.

## Megjelenése
A kobrákat elsősorban a nyakukon lévő bőrlebenyükről lehet felismerni.

## Fajai
A Naja nembe tartoznak az úgynevezett valódi kobrák, köztük a köpködőkobrák is. Kobrának nevezik még több más genus fajait, például a királykobrát (Ophiophagus), de valamennyi kobra közül a Naja nem tagjai a legismertebbek és leginkább elterjedtek. Különböző fajai Afrikában és Dél-Ázsiában (Arábiától a Fülöp-szigetekig) élnek.